# Bruno Haible
Bruno Haible es, junto con Michael Stoll, uno de los creadores de CLISP, proyecto del que sigue siendo desarrollador principal. Además, contribuye en otros proyectos de software libre como gettext o glibc.

En 2002 fue finalista del Premio para el Avance del Software Libre de la FSF (FSF Award for the Advancement of Free Software).